# Saint-Gratien (Val-d'Oise)
Saint-Gratien és un municipi francès, situat al departament de Val-d'Oise i a la regió de Illa de França. L'any 2007 tenia 20.588 habitants.
Forma part del cantó d'Argenteuil-1, del districte de Sarcelles i de la Comunitat d'aglomeració Plaine Vallée.

## Demografia

### Població
El 2007 la població de fet de Saint-Gratien era de 20.588 persones. Hi havia 8.555 famílies, de les quals 3.047 eren unipersonals (1.401 homes vivint sols i 1.646 dones vivint soles), 2.233 parelles sense fills, 2.459 parelles amb fills i 816 famílies monoparentals amb fills.
La població ha evolucionat segons el següent gràfic:
Habitants censats

### Habitatges
El 2007 hi havia 9.337 habitatges, 8.766 eren l'habitatge principal de la família, 161 eren segones residències i 411 estaven desocupats. 2.096 eren cases i 6.810 eren apartaments. Dels 8.766 habitatges principals, 4.406 estaven ocupats pels seus propietaris, 4.216 estaven llogats i ocupats pels llogaters i 144 estaven cedits a títol gratuït; 815 tenien una cambra, 1.455 en tenien dues, 2.277 en tenien tres, 2.476 en tenien quatre i 1.743 en tenien cinc o més. 5.744 habitatges disposaven pel capbaix d'una plaça de pàrquing. A 4.976 habitatges hi havia un automòbil i a 1.915 n'hi havia dos o més.

### Piràmide de població
La piràmide de població per edats i sexe el 2009 era:
| Homes | Edats   | Dones |
| ----- | ------- | ----- |
| 12    | 95 o +  | 16    |
| 20    | 90 a 94 | 60    |
| 40    | 85 a 89 | 124   |
| 84    | 80 a 84 | 152   |
| 292   | 75 a 79 | 328   |
| 264   | 70 a 74 | 404   |
| 372   | 65 a 69 | 448   |
| 420   | 60 a 64 | 480   |
| 520   | 55 a 59 | 504   |
| 668   | 50 a 54 | 664   |
| 752   | 45 a 49 | 732   |
| 692   | 40 a 44 | 680   |
| 720   | 35 a 39 | 740   |
| 796   | 30 a 34 | 732   |
| 744   | 25 a 29 | 800   |
| 588   | 20 a 24 | 684   |
| 664   | 15 a 19 | 484   |
| 584   | 10 a 14 | 588   |
| 700   | 5 a 9   | 684   |
| 508   | 0 a 4   | 488   |

## Economia
El 2007 la població en edat de treballar era de 13.927 persones, 10.322 eren actives i 3.605 eren inactives. De les 10.322 persones actives 9.300 estaven ocupades (4.912 homes i 4.388 dones) i 1.022 estaven aturades (449 homes i 573 dones). De les 3.605 persones inactives 1.025 estaven jubilades, 1.551 estaven estudiant i 1.029 estaven classificades com a «altres inactius».

### Ingressos
El 2009 a Saint-Gratien hi havia 8.371 unitats fiscals que integraven 20.730 persones, la mediana anual d'ingressos fiscals per persona era de 20.573 €.

### Activitats econòmiques
Dels 804 establiments que hi havia el 2007, 1 era d'una empresa extractiva, 11 d'empreses alimentàries, 7 d'empreses de fabricació de material elèctric, 23 d'empreses de fabricació d'altres productes industrials, 97 d'empreses de construcció, 153 d'empreses de comerç i reparació d'automòbils, 31 d'empreses de transport, 48 d'empreses d'hostatgeria i restauració, 38 d'empreses d'informació i comunicació, 35 d'empreses financeres, 33 d'empreses immobiliàries, 155 d'empreses de serveis, 122 d'entitats de l'administració pública i 50 d'empreses classificades com a «altres activitats de serveis».
Dels 191 establiments de servei als particulars que hi havia el 2009, 1 era una comissaria de policia, 1 oficina del servei públic d'ocupació, 1 oficina de correu, 7 oficines bancàries, 2 funeràries, 12 tallers de reparació d'automòbils i de material agrícola, 1 taller d'inspecció tècnica de vehicles, 1 establiment de lloguer de cotxes, 5 autoescoles, 9 paletes, 15 guixaires pintors, 16 fusteries, 11 lampisteries, 12 electricistes, 14 empreses de construcció, 13 perruqueries, 3 veterinaris, 1 agència de treball temporal, 38 restaurants, 16 agències immobiliàries, 5 tintoreries i 7 salons de bellesa.
Dels 61 establiments comercials que hi havia el 2009, 4 eren supermercats, 2 grans superfícies de material de bricolatge, 5 botiges de menys de 120 m², 12 fleques, 6 carnisseries, 1 una carnisseria, 3 llibreries, 10 botigues de roba, 1 una botiga de roba, 4 sabateries, 3 botigues d'electrodomèstics, 1 una botiga d'electrodomèstics, 1 una botiga de material esportiu, 2 drogueries, 1 un drogueria, 1 una perfumeria i 4 floristeries.

## Equipaments sanitaris i escolars
El 2009 hi havia 8 farmàcies i 2 ambulàncies.
El 2009 hi havia 7 escoles maternals i 7 escoles elementals. Saint-Gratien disposava de 2 col·legis d'educació secundària amb 1.047 alumnes.

## Poblacions properes
El següent diagrama mostra les poblacions més properes.